# Фолсом, Марион Бейард
Марион Бейард Фолсом (англ. Marion Bayard Folsom; 23 ноября 1893, Макрей, Джорджия, США — 27 сентября 1976, Рочестер, штат Нью-Йорк, США) — американский государственный деятель, министр здравоохранения, образования и благосостояния США (1955—1958).

## Биография
В 1912 г. окончил Университет штата Джорджия, в 1914 г. получил степень в области делового администрирования Гарвардского университета. Во время Первой мировой войны служил в армии США, принимал участие в боевых действиях во Франции и дослужился до капитана. После войны вернулся в компанию Eastman Kodak, в 1921 г. был назначен помощником ее президента. В последующие годы его карьера неуклонно развивалась и в 1935 г. он становится финансовом директором Eastman Kodak. На этом посту он оставался до 1953 г.
Работая в бизнесе, проявил себя убежденным сторонником создания общенациональной системы социального обеспечения. В 1934 г. был назначен членом консультативного совета при президенте США по экономической безопасности, в следующем году участвовал в создании закона «О социальной защите» (1935). С 1944 по 1946 гг. — исполнительный директор специального комитета Палаты представителей США по вопросам экономической политики после Второй мировой войны. С 1947 по 1948 гг. — заместитель председателя консультативного совета президента Саш по вопросам торгового флота.
В 1953—1955 гг. — заместитель министра финансов США. В этой должности отвечал за проведение первой общенациональной налоговой реформы с 1874 г. Также активно работал по финансированию социальных программ.
В 1955—1958 гг. — министр здравоохранения, образования и благосостояния США. На этом посту ввел ряд программ, направленных на улучшение условий получения образования, в том числе «Закон об образовании для нужд национальной обороны», принятый в 1958 г. с целью поощрить изучение точных наук, математики, инженерного дела, иностранных языков, гуманитарных наук и педагогики, были введены специальные стипендии для студентов, изъявивших желание продолжить работу в университетах в качестве преподавателей. Также поддерживал развитие медицинских исследований.
В 1957 г. был избран членом Американской академии искусств и наук.
После завершения политической карьеры вернулся в Kodak, уйдя на пенсию в 1964 г.
Похоронен на Арлингтонском национальном кладбище.